# إدوين أبوت (لاعب دوري الرغبي)
إدوين أبوت (بالإنجليزية: Edwin Abbott)‏ هو لاعب دوري الرغبي نيوزيلندي، ولد في 1909 في نيوزيلندا، وتوفي في 3 مايو 1976 في Ngāruawāhia ‏ في نيوزيلندا.